# Brass Target
Brass Target is een Amerikaanse oorlogsfilm uit 1978 onder regie van John Hough. Het verhaal is gebaseerd op dat uit de roman The Algonquin Project van Frederick Nolan. De film draait om Generaal George S. Pattons fatale auto-ongeluk in december 1945, waarvan gesteld wordt dat het geen ongeluk maar een samenzwering betrof.

## Verhaal
Onbekende daders stelen aan het eind van de Tweede Wereldoorlog een hoeveelheid goud ter waarde van 250 miljoen dollar. Generaal George S. Patton bemoeit zich met het onderzoek omdat de Russen hem van de diefstal beschuldigen. De daders willen hem vermoorden om niet ontdekt te worden.

## Rolverdeling
| Acteur           | Personage                 |
| ---------------- | ------------------------- |
| John Cassavetes  | majoor Joe De Lucca       |
| Sophia Loren     | Mara                      |
| George Kennedy   | generaal George S. Patton |
| Robert Vaughn    | kolonel Donald Rogers     |
| Patrick McGoohan | kolonel Mike McCauley     |
| Bruce Davison    | kolonel Robert Dawson     |
| Max von Sydow    | Shelley/Webber            |

## Achtergrond
- Acteur Kennedy speelt generaal Patton, terwijl hijzelf daadwerkelijk diende onder Patton gedurende de oorlog.